# 艾氏澳洲單棘魨
艾氏澳洲單棘魨，為輻鰭魚綱魨形目鱗魨亞目單棘魨科的其中一種，為溫帶海水魚，分布於東印度洋澳洲西部至新南威爾斯省海域，棲息深度0-360公尺，本魚體色微白色、灰土黃色和灰褐色或淡紅，沿著側邊常有四個褐色斑紋，第二背鰭與臀鰭黃色，尾鰭鰭條土黃色，其間的薄膜暗色，腹鰭不發達，背鰭硬棘2枚、背鰭軟條30-36枚、臀鰭軟條30-34枚，體長可達100公分，成魚棲息在大陸棚及大陸坡，幼魚會季節性地出現在沿海，以甲殼類、海綿、軟體動物及魚類為食，可做為食用魚。